# فهرست جوایز و دستاوردهای کریستیانو رونالدو
کریستیانو رونالدو، فوتبالیست پرتغالی در طول دوران حرفه‌ای خود، پنج جایزهٔ توپ طلا را دریافت کرده که بیشترین تعداد برای یک بازیکن اروپایی است. رونالدو که گاه به عنوان بهترین و غالباً به عنوان یکی از بهترین بازیکنان تمام دوران شناخته می‌شود، رکورد بیشترین گل و پاس گل در لیگ قهرمانان اروپا (به ترتیب ۱۴۰ و ۴۲)، رکورد بیشترین تعداد گل در جام باشگاه‌های جهان (۷)، مسابقات قهرمانی اروپا (۱۴) و مرحله مقدماتی آن (۴۰)، بیشترین گل زده در یک فصل لیگ قهرمانان اروپا (۱۷)، بیشترین ملی (۱۳۲) و بیشترین بازی در یک تیم ملی (۲۰۷) را در کارنامه خود دارد. او برای باشگاه و کشورش، بیش از ۹۰۰ گل به ثمر رسانده که یک رکورد محسوب می‌شود. همچنین یکی از معدود بازیکنانی است که بیش از ۱۲۰۰ بازی رسمی انجام داده‌است.
رونالدو در دوران حرفه‌ای خود ۳۶ جام در رده بزرگسالان کسب کرده‌است. او همچنین یک عنوان از جوانان و حداقل پنج عنوان از مسابقات دوستانه دارد. در مجموع او تا ژانویه ۲۰۲۱، بیش از ۳۰۰ جام و مدال کسب کرده‌ که قدمت برخی از آن‌ها به دوران کودکی او برمی‌گردد.

## جوایز تیمی
| فصل یا سال | عناوین                                | باشگاه یا تیم ملی | منابع                                    |
| ---------- | ------------------------------------- | ----------------- | ---------------------------------------- |
| ۹۶–۱۹۹۵    | مسابقات منطقه‌ای زیر ۱۳ سال            |                   | [ ۷ ]                                    |
| ۲۰۰۲       | سوپر جام پرتغال                       | اسپورتینگ         | [ ۸ ]                                    |
| ۰۴–۲۰۰۳    | جام حذفی انگلستان                     | منچستر یونایتد    | [ ۸ ]                                    |
| ۲۰۰۴       | نایب قهرمان جام ملت‌های اروپا          | پرتغال            | [ ۹ ] [ ۱۰ ]                             |
| ۰۵–۲۰۰۴    | نایب قهرمان جام حذفی انگلستان         | منچستر یونایتد    | [ ۹ ]                                    |
| ۰۶–۲۰۰۵    | جام اتحادیه باشگاه‌های انگلستان        | منچستر یونایتد    | [ ۸ ]                                    |
| ۲۰۰۶       | مقام چهارم جام جهانی فوتبال           | پرتغال            | [ ۱۱ ] [ ۱۲ ] [ ۱۳ ]                     |
| ۰۷–۲۰۰۶    | لیگ برتر انگلستان                     | منچستر یونایتد    | [ ۸ ] [ ۱۴ ]                             |
| ۰۷–۲۰۰۶    | نایب قهرمان جام حذفی انگلستان         | منچستر یونایتد    | [ ۱۵ ]                                   |
| ۲۰۰۷       | جام خیریه انگلستان                    | منچستر یونایتد    | [ ۸ ]                                    |
| ۰۸–۲۰۰۷    | لیگ برتر انگلستان                     | منچستر یونایتد    | [ ۸ ] [ ۱۴ ]                             |
| ۰۸–۲۰۰۷    | لیگ قهرمانان اروپا                    | منچستر یونایتد    | [ ۸ ]                                    |
| ۲۰۰۸       | جام خیریه انگلستان                    | منچستر یونایتد    | [ ۱۶ ] [ ۱۷ ]                            |
| ۲۰۰۸       | نایب قهرمانی سوپرجام اروپا            | منچستر یونایتد    | [ ۱۸ ]                                   |
| ۲۰۰۸       | جام باشگاه‌های جهان                    | منچستر یونایتد    | [ ۸ ]                                    |
| ۰۹–۲۰۰۸    | لیگ برتر انگلستان                     | منچستر یونایتد    | [ ۸ ] [ ۱۴ ]                             |
| ۰۹–۲۰۰۸    | جام اتحادیه باشگاه‌های انگلستان        | منچستر یونایتد    | [ ۸ ]                                    |
| ۰۹–۲۰۰۸    | نایب قهرمان لیگ قهرمانان اروپا        | منچستر یونایتد    | [ ۸ ]                                    |
| ۱۱–۲۰۱۰    | کوپا دل ری                            | رئال مادرید       | [ ۸ ] [ ۱۹ ]                             |
| ۲۰۱۱       | نایب قهرمان سوپر جام اسپانیا          | رئال مادرید       | [ ۲۰ ]                                   |
| ۱۲–۲۰۱۱    | لا لیگا                               | رئال مادرید       | [ ۸ ]                                    |
| ۲۰۱۲       | مدال برنز جام ملت‌های اروپا            | پرتغال            | [ ۲۱ ]                                   |
| ۲۰۱۲       | سوپر جام اسپانیا                      | رئال مادرید       | [ ۸ ]                                    |
| ۱۳–۲۰۱۲    | نایب قهرمان کوپا دل ری                | رئال مادرید       | [ ۲۲ ]                                   |
| ۱۴–۲۰۱۳    | کوپا دل ری                            | رئال مادرید       | [ ۸ ]                                    |
| ۱۴–۲۰۱۳    | لیگ قهرمانان اروپا                    | رئال مادرید       | [ ۸ ]                                    |
| ۲۰۱۴       | سوپرجام اروپا                         | رئال مادرید       | [ ۸ ] [ ۲۳ ]                             |
| ۲۰۱۴       | نایب قهرمان سوپر جام اسپانیا          | رئال مادرید       | [ ۲۴ ]                                   |
| ۲۰۱۴       | جام باشگاه‌های جهان                    | رئال مادرید       | [ ۸ ]                                    |
| ۱۶–۲۰۱۵    | لیگ قهرمانان اروپا                    | رئال مادرید       | [ ۸ ] [ ۲۵ ] [ ۲۶ ] [ ۲۷ ] [ ۲۸ ]        |
| ۲۰۱۶       | جام ملت‌های اروپا                      | پرتغال            | [ ۸ ] [ ۲۹ ] [ ۳۰ ] [ ۳۱ ] [ ۳۲ ] [ ۳۳ ] |
| ۲۰۱۶       | سوپرجام اروپا                         | رئال مادرید       | [ ۳۴ ] [ ۳۵ ] [ ۳۶ ]                     |
| ۲۰۱۶       | جام باشگاه‌های فوتبال جهان             | رئال مادرید       | [ ۸ ] [ ۳۷ ]                             |
| ۱۷–۲۰۱۶    | لا لیگا                               | رئال مادرید       | [ ۸ ] [ ۳۸ ]                             |
| ۱۷–۲۰۱۶    | لیگ قهرمانان اروپا                    | رئال مادرید       | [ ۸ ] [ ۳۹ ]                             |
| ۲۰۱۷       | مقام سوم جام کنفدراسیون‌ها             | پرتغال            | [ ۴۰ ] [ ۴۱ ] [ ۴۲ ]                     |
| ۲۰۱۷       | جام باشگاه‌های جهان                    | رئال مادرید       |                                          |
| ۲۰۱۷       | سوپرجام اروپا                         | رئال مادرید       | [ ۸ ] [ ۴۳ ] [ ۴۴ ]                      |
| ۲۰۱۷       | سوپر جام اسپانیا                      | رئال مادرید       | [ ۸ ]                                    |
| ۲۰۱۸       | جام باشگاه‌های جهان                    | رئال مادرید       | [ ۸ ] [ ۴۵ ]                             |
| ۱۸–۲۰۱۷    | لیگ قهرمانان اروپا                    | رئال مادرید       | [ ۸ ]                                    |
| ۲۰۱۸       | سوپر جام ایتالیا                      | یوونتوس           | [ ۸ ] [ ۴۶ ] [ ۴۷ ] [ ۴۸ ] [ ۴۹ ]        |
| ۱۹–۲۰۱۸    | سری آ                                 | یوونتوس           | [ ۸ ] [ ۵۰ ] [ ۵۱ ] [ ۵۲ ]               |
| ۱۹–۲۰۱۸    | لیگ ملت‌های اروپا                      | پرتغال            | [ ۵۳ ]                                   |
| ۲۰۱۹       | نایب قهرمان سوپر جام ایتالیا          | یوونتوس           | [ ۵۴ ] [ ۵۵ ]                            |
| ۲۰–۲۰۱۹    | نایب قهرمان جام حذفی ایتالیا          | یوونتوس           | [ ۵۶ ] [ ۵۷ ]                            |
| ۲۰–۲۰۱۹    | سری آ                                 | یوونتوس           | [ ۵۸ ]                                   |
| ۲۰۲۰       | سوپر جام ایتالیا                      | یوونتوس           | [ ۵۹ ]                                   |
| ۲۱–۲۰۲۰    | جام حذفی ایتالیا                      | یوونتوس           | [ ۶۰ ]                                   |
| ۲۰۲۳       | جام قهرمانان باشگاه‌های عربی           | النصر             | [ ۶۱ ]                                   |
| ۲۰۲۴       | نایب قهرمان سوپر جام عربستان سعودی    | النصر             |                                          |
| ۲۴–۲۰۲۳    | نایب قهرمان جام پادشاهی عربستان سعودی | النصر             |                                          |

## جوایز فردی
| تشکیلات                                | جایزه                                                                                       | سال یا فصل                                                                  | نتیجه                         | منابع                                                                                   |
| -------------------------------------- | ------------------------------------------------------------------------------------------- | --------------------------------------------------------------------------- | ----------------------------- | --------------------------------------------------------------------------------------- |
| جهانی                                  |                                                                                             |                                                                             |                               |                                                                                         |
| فرانس فوتبال                           | توپ طلا                                                                                     | ۲۰۰۸، ۲۰۱۶ و ۲۰۱۷                                                           | برنده                         | [ ۶۲ ] [ ۶۳ ] [ ۶۴ ] [ ۶۵ ] [ ۶۶ ] [ ۶۷ ]                                               |
| فرانس فوتبال                           | توپ طلا                                                                                     | ۲۰۰۷، ۲۰۰۹ و ۲۰۱۸                                                           | دوم                           | [ ۶۸ ] [ ۶۹ ] [ ۷۰ ]                                                                    |
| فرانس فوتبال                           | توپ طلا                                                                                     | ۲۰۱۹                                                                        | سوم                           | [ ۷۱ ]                                                                                  |
| فیفا و فرانس فوتبال                    | توپ طلای فیفا                                                                               | ۲۰۱۳ و ۲۰۱۴                                                                 | برنده                         | [ ۷۲ ] [ ۷۳ ] [ ۷۴ ]                                                                    |
| فیفا و فرانس فوتبال                    | توپ طلای فیفا                                                                               | ۲۰۱۱، ۲۰۱۲ و ۲۰۱۵                                                           | دوم                           | [ نیازمند منبع ]                                                                        |
| فیفا                                   | بازیکن سال فوتبال جهان                                                                      | ۲۰۰۸                                                                        | برنده                         | [ ۷۵ ]                                                                                  |
| فیفا                                   | بازیکن سال فوتبال جهان                                                                      | ۲۰۰۹                                                                        | دوم                           | [ ۷۵ ]                                                                                  |
| فیفا                                   | بازیکن سال فوتبال جهان                                                                      | ۲۰۰۷                                                                        | سوم                           | [ ۷۵ ]                                                                                  |
| جوایز بهترین‌های فیفا                   | بهترین بازیکن مرد فیفا                                                                      | ۲۰۱۶ و ۲۰۱۷                                                                 | برنده                         | [ نیازمند منبع ]                                                                        |
| جوایز بهترین‌های فیفا                   | بهترین بازیکن مرد فیفا                                                                      | ۲۰۱۸ و ۲۰۲۰                                                                 | دوم                           | [ ۷۶ ] [ ۷۷ ]                                                                           |
| جوایز بهترین‌های فیفا                   | بهترین بازیکن مرد فیفا                                                                      | ۲۰۱۹                                                                        | سوم                           | [ ۷۸ ] [ ۷۹ ] [ ۸۰ ]                                                                    |
| جوایز جام باشگاه‌های جهان               | توپ طلا                                                                                     | ۲۰۱۶                                                                        | برنده                         | [ ۸۱ ]                                                                                  |
| جوایز جام باشگاه‌های جهان               | توپ نقره                                                                                    | ۲۰۰۸، ۲۰۱۴ و ۲۰۱۷                                                           | دوم                           | [ ۸۲ ] [ ۸۳ ] [ ۸۴ ] [ ۸۵ ] [ ۸۶ ]                                                      |
| فدراسیون بین‌المللی فوتبالیست‌های حرفه‌ای | بازیکن سال فوتبال جهان                                                                      | ۲۰۰۸                                                                        | برنده                         | [ ۸۷ ]                                                                                  |
| فدراسیون بین‌المللی فوتبالیست‌های حرفه‌ای | بازیکن جوان منحصر بفرد سال                                                                  | ۰۴–۲۰۰۳ و ۰۵–۲۰۰۴                                                           | برنده                         | [ ۸۸ ]                                                                                  |
| ورلد ساکر                              | بازیکن سال جهان                                                                             | ۲۰۰۸، ۲۰۱۳، ۲۰۱۴، ۲۰۱۶ و ۲۰۱۷                                               | برنده                         | [ ۸۹ ] [ ۹۰ ] [ ۹۱ ] [ ۹۲ ]                                                             |
| جوایز گلوب ساکر                        | بهترین بازیکن سال                                                                           | ۲۰۱۱، ۲۰۱۴، ۲۰۱۶، ۲۰۱۷، ۲۰۱۸ و ۲۰۱۹                                         | برنده                         | [ ۹۳ ] [ ۹۴ ] [ ۹۵ ] [ ۹۶ ] [ ۹۷ ] [ ۹۸ ]                                               |
| جوایز گلوب ساکر                        | بهترین بازیکن سال                                                                           | ۲۰۲۰                                                                        | فهرست نهایی                   | [ ۹۹ ]                                                                                  |
| جوایز گلوب ساکر                        | بهترین بازیکن سال                                                                           | ۲۰۲۱                                                                        | فهرست نهایی                   | [ ۱۰۰ ]                                                                                 |
| جوایز گلوب ساکر                        | بهترین بازیکن قرن ۲۱ (۲۰–۲۰۰۱)                                                              | ۲۰۲۰                                                                        | برنده                         | [ ۹۹ ]                                                                                  |
| جوایز گلوب ساکر                        | بهترین جاذبه رسانه‌ای در فوتبال                                                              | ۲۰۱۱                                                                        | برنده                         |                                                                                         |
| جوایز گلوب ساکر                        | بازیکن مورد علاقه طرفداران/ بازیکن مورد علاقه طرفداران مارکا/بازیکن مورد علاقه طرفداران سال | ۲۰۱۳، ۲۰۱۴ و ۲۰۲۳                                                           | برنده                         |                                                                                         |
| جوایز گلوب ساکر                        | جایزه حسن نیت                                                                               | ۲۰۱۶                                                                        | برنده                         |                                                                                         |
| جوایز گلوب ساکر                        | بهترین گلزن تمام ادوار                                                                      | ۲۰۲۱ و ۲۰۲۴                                                                 | برنده                         |                                                                                         |
| جوایز گلوب ساکر                        | جایزه طرفداران ۴۳۳ گلوب ساکر                                                                | ۲۰۱۸                                                                        | برنده                         |                                                                                         |
| جوایز گلوب ساکر                        | جایزه بهترین گلزن سال مارادونا                                                              | ۲۰۲۳                                                                        | برنده                         |                                                                                         |
| جوایز گلوب ساکر                        | بهترین بازیکن سال خاورمیانه                                                                 | ۲۰۲۳ و ۲۰۲۴                                                                 | برنده                         |                                                                                         |
| فدراسیون بین‌المللی تاریخ و آمار فوتبال | بهترین بازی‌ساز جهان                                                                         | ۲۰۰۸                                                                        | دوم                           | [ نیازمند منبع ]                                                                        |
| فدراسیون بین‌المللی تاریخ و آمار فوتبال | بهترین بازیکن دهه جهان (۲۰–۲۰۱۱)                                                            | ۲۰۲۰                                                                        | دوم                           | [ نیازمند منبع ]                                                                        |
| فدراسیون بین‌المللی تاریخ و آمار فوتبال | بهترین گلزن مردان جهان                                                                      | ۲۰۱۱، ۲۰۱۳، ۲۰۱۴، ۲۰۱۵ و ۲۰۲۳                                               | برنده                         |                                                                                         |
| فدراسیون بین‌المللی تاریخ و آمار فوتبال | بهتری گلزن بین‌المللی جهان                                                                   | ۲۰۱۳، ۲۰۱۴، ۲۰۱۶، ۲۰۱۷ و ۲۰۱۹                                               | برنده                         |                                                                                         |
| فدراسیون بین‌المللی تاریخ و آمار فوتبال | بهترین گلزن دسته برتر جهان                                                                  | ۲۰۱۴ (مشترک)، ۲۰۱۵ و ۲۰۲۰                                                   | برنده                         |                                                                                         |
| فدراسیون بین‌المللی تاریخ و آمار فوتبال | تیم منتخب مردان جهان                                                                        | ۲۰۱۷، ۲۰۱۸، ۲۰۱۹، ۲۰۲۰ و ۲۰۲۱                                               | ۲۰۱۷، ۲۰۱۸، ۲۰۱۹، ۲۰۲۰ و ۲۰۲۱ |                                                                                         |
| فدراسیون بین‌المللی تاریخ و آمار فوتبال | تیم رویایی مردان تمام دوران                                                                 | جهان و اروپا                                                                | جهان و اروپا                  |                                                                                         |
| فدراسیون بین‌المللی تاریخ و آمار فوتبال | بهترین بازیکن دهه یوفا (۲۰–۲۰۱۰)                                                            | ۲۰۲۰                                                                        | برنده                         |                                                                                         |
| اونز موندیال                           | جایزه اونز موندیال                                                                          | ۲۰۰۸ و ۱۷–۲۰۱۶                                                              | برنده                         | [ ۱۰۱ ] [ ۱۰۲ ]                                                                         |
| اونز موندیال                           | جایزه اونز موندیال                                                                          | ۲۰۰۷، ۲۰۰۹ و ۱۲–۲۰۱۱                                                        | دوم                           | [ ۱۰۱ ] [ ۱۰۲ ]                                                                         |
| اونز موندیال                           | جایزه اونز موندیال                                                                          | ۱۱–۲۰۱۰ و ۱۸–۲۰۱۷                                                           | سوم                           | [ ۱۰۱ ] [ ۱۰۲ ]                                                                         |
| گرن اسپورتیوو                          | جایزه براوو                                                                                 | ۲۰۰۴                                                                        | برنده                         | [ ۱۰۳ ]                                                                                 |
| جوایز ای‌اس‌پی‌وای                        | بهترین بازیکن بین‌المللی فوتبال مردان                                                        | ۲۰۱۸ و ۲۰۲۱                                                                 | برنده                         | [ ۱۰۴ ] [ ۱۰۵ ]                                                                         |
| گل                                     | گل۵۰                                                                                        | ۲۰۰۸، ۲۰۱۲، ۲۰۱۴، ۲۰۱۶ و ۲۰۱۷                                               | برنده                         | [ ۱۰۶ ] [ ۱۰۷ ] [ ۱۰۸ ] [ ۱۰۹ ] [ ۱۱۰ ] [ ۱۱۱ ]                                         |
| گل                                     | گل۵۰                                                                                        | ۲۰۱۱، ۲۰۱۵ و ۲۰۱۸                                                           | دوم                           | [ ۱۱۲ ] [ ۱۱۳ ] [ ۱۱۴ ]                                                                 |
| گل                                     | گل۵۰                                                                                        | ۲۰۱۳                                                                        | سوم                           |                                                                                         |
| پای طلایی                              | پای طلایی                                                                                   | ۲۰۲۰                                                                        | برنده                         | [ ۱۱۵ ]                                                                                 |
| پای طلایی                              | پای طلایی                                                                                   | ۲۰۱۳، ۲۰۱۴، ۲۰۱۵، ۲۰۱۶، ۲۰۱۷، ۲۰۱۸ و ۲۰۱۹                                   | نامزدشده                      | [ ۱۱۶ ]                                                                                 |
| گاردین                                 | بهترین بازیکن مرد جهان                                                                      | ۲۰۱۴ و ۲۰۱۶                                                                 | برنده                         | [ ۱۱۷ ] [ ۱۱۸ ]                                                                         |
| گاردین                                 | بهترین بازیکن مرد جهان                                                                      | ۲۰۱۲، ۲۰۱۳، ۲۰۱۵، ۲۰۱۷ و ۲۰۱۸                                               | دوم                           | [ نیازمند منبع ]                                                                        |
| گاردین                                 | بهترین بازیکن مرد جهان                                                                      | ۲۰۲۰                                                                        | سوم                           | [ ۱۱۹ ]                                                                                 |
| فورفورتو                               | بهترین بازیکن سال                                                                           | ۲۰۰۸، ۲۰۱۳، ۲۰۱۴ و ۲۰۱۶                                                     | برنده                         | [ ۱۲۰ ] [ ۱۲۱ ] [ ۱۲۲ ]                                                                 |
| ۴۳۳                                    | بهترین بازیکن سال جهان (انگشتر ۴۳۳)                                                         | ۲۰۲۴                                                                        | برنده                         |                                                                                         |
| اروپایی                                |                                                                                             |                                                                             |                               |                                                                                         |
| یوفا                                   | بهترین بازیکن مرد سال یوفا                                                                  | ۱۴–۲۰۱۳، ۱۶–۲۰۱۵، و ۱۷–۲۰۱۶                                                 | برنده                         | [ ۱۲۳ ] [ ۱۲۴ ] [ ۱۲۵ ]                                                                 |
| یوفا                                   | بهترین بازیکن مرد سال یوفا                                                                  | ۱۲–۲۰۱۱ و ۱۸–۲۰۱۷                                                           | دوم                           | [ ۱۲۶ ]                                                                                 |
| یوفا                                   | بهترین بازیکن مرد سال یوفا                                                                  | ۱۱–۲۰۱۰، ۱۳–۲۰۱۲، ۱۵–۲۰۱۴، و ۱۹–۲۰۱۸                                        | سوم                           | [ ۱۲۷ ] [ ۱۲۸ ]                                                                         |
| یوفا                                   | مهاجم فصل لیگ قهرمانان اروپا                                                                | ۱۷–۲۰۱۶ و ۱۸–۲۰۱۷                                                           | برنده                         | [ ۱۲۹ ] [ ۱۳۰ ]                                                                         |
| یوفا                                   | مهاجم فصل لیگ قهرمانان اروپا                                                                | ۱۹–۲۰۱۸                                                                     | سوم                           | [ ۱۳۱ ]                                                                                 |
| یوفا                                   | بهترین بازیکن هفته لیگ قهرمانان اروپا                                                       | متعدد                                                                       | برنده                         | [ ۱۳۲ ] [ ۱۳۳ ]                                                                         |
| یوفا                                   | بهترین بازیکن باشگاهی سال یوفا                                                              | ۲۰۰۸                                                                        | برنده                         | [ ۱۳۴ ] [ ۱۳۵ ] [ ۱۳۵ ] [ ۱۳۵ ]                                                         |
| یوفا                                   | مهاجم سال باشگاه                                                                            | ۰۸–۲۰۰۷                                                                     | برنده                         | [ ۱۳۴ ] [ ۱۳۵ ] [ ۱۳۵ ] [ ۱۳۵ ]                                                         |
| یوفا                                   | بهترین گلزن تاریخ لیگ قهرمانان اروپا                                                        | ۲۰۲۴                                                                        | برنده                         |                                                                                         |
| پرتغال                                 |                                                                                             |                                                                             |                               |                                                                                         |
| جوایز کوئینا د ارو                     | بهترین بازیکن پرتغالی تمام دوران                                                            | ۲۰۱۵                                                                        | برنده                         | [ ۱۳۶ ] [ ۱۳۷ ]                                                                         |
| آقای گلی جام ملت‌های اروپا ۲۰۲۰         | کفش طلا                                                                                     | ۲۰۲۰                                                                        | برنده                         | جام ملت‌های اروپا ۲۰۲۰#                                                                  |
| جایزه پلاتینوم کویناس                  | دستاوردهای برجسته‌ با تیم ملی پرتغال طی تمام سال‌های حضورش در این تیم                         | ۲۰۲۴                                                                        | برنده                         |                                                                                         |
| انگلستان                               |                                                                                             |                                                                             |                               |                                                                                         |
| جوایز پی‌اف‌اِی                           | بازیکن جوان سال پی‌اف‌اِی                                                                      | ۰۷–۲۰۰۶                                                                     | برنده                         | [ ۱۳۸ ]                                                                                 |
| جوایز پی‌اف‌اِی                           | بازیکن جوان سال پی‌اف‌اِی                                                                      | ۰۸–۲۰۰۷                                                                     | فهرست نهایی                   |                                                                                         |
| جوایز پی‌اف‌اِی                           | بازیکن سال پی‌اف‌ای                                                                           | ۰۷–۲۰۰۶ و ۰۸–۲۰۰۷                                                           | برنده                         | [ ۱۳۹ ]                                                                                 |
| جوایز پی‌اف‌اِی                           | بهترین بازیکن سال هواداران پی‌اف‌اِی                                                           | ۰۷–۲۰۰۶ و ۰۸–۲۰۰۷                                                           | برنده                         | [ ۱۳۹ ]                                                                                 |
| انجمن نویسندگان فوتبال                 | بازیکن سال انجمن                                                                            | ۰۷–۲۰۰۶ و ۰۸–۲۰۰۷                                                           | برنده                         | [ ۱۴۰ ]                                                                                 |
| بازیکن فصل لیگ برتر انگلستان           | بازیکن فصل لیگ برتر انگلستان                                                                | ۰۷–۲۰۰۶ و ۰۸–۲۰۰۷                                                           | برنده                         | [ ۱۴۱ ] [ ۱۴۲ ]                                                                         |
| بازیکن ماه لیگ برتر فوتبال انگلستان    | بازیکن ماه لیگ برتر فوتبال انگلستان                                                         | نوامبر ۲۰۰۶، دسامبر ۲۰۰۶، ژانویه ۲۰۰۸، مارس ۲۰۰۸، سپتامبر ۲۰۲۱ و آوریل ۲۰۲۲ | برنده                         | [ ۱۴۳ ] [ ۱۴۴ ]                                                                         |
| جوایز ۲۰ فصل لیگ برتر                  | بهترین بازیکن                                                                               | ۲۰۱۲                                                                        | فهرست نهایی                   | [ ۱۴۵ ] [ ۱۴۶ ]                                                                         |
| منچستر یونایتد                         |                                                                                             |                                                                             |                               |                                                                                         |
| بهترین بازیکن سال سر مت بازبی          | بهترین بازیکن سال سر مت بازبی                                                               | ۰۴–۲۰۰۳، ۰۷–۲۰۰۶، ۰۸–۲۰۰۷ و ۲۲–۲۰۲۱                                         | برنده                         | [ ۱۴۷ ] [ ۱۴۸ ] [ ۱۴۹ ] [ ۱۵۰ ] [ ۱۵۱ ]                                                 |
| منچستر یونایتد                         | بهترین بازیکن سال                                                                           | ۰۷–۲۰۰۶ و ۰۸–۲۰۰۷                                                           | برنده                         | [ ۱۵۰ ] [ ۱۵۲ ]                                                                         |
| منچستر یونایتد                         | بهترین بازیکن ماه                                                                           | سپتامبر ۲۰۲۱، اکتبر ۲۰۲۱، مارس ۲۰۲۲، آوریل ۲۰۲۲ و مه ۲۰۲۲                   | برنده                         | [ ۱۵۳ ] [ ۱۵۴ ] [ ۱۵۵ ] [ ۱۵۶ ] [ ۱۵۷ ]                                                 |
| باشگاه هواداران منچستریونایتد – قبرس   | بهترین بازیکن سال                                                                           | ن/م                                                                         | برنده                         | [ ۱۵۸ ] [ ۱۵۹ ]                                                                         |
| لا لیگا                                |                                                                                             |                                                                             |                               |                                                                                         |
| جوایز لا لیگا                          | بهترین بازیکن                                                                               | ۱۴–۲۰۱۳                                                                     | برنده                         | [ ۱۶۰ ]                                                                                 |
| جوایز لا لیگا                          | بهترین مهاجم                                                                                | ۱۴–۲۰۱۳                                                                     | برنده                         | [ ۱۶۰ ]                                                                                 |
| جوایز لا لیگا                          | ارزشمندترین بازیکن                                                                          | ۱۳–۲۰۱۲                                                                     | برنده                         | [ ۱۶۱ ] [ ۱۶۲ ]                                                                         |
| بازیکن ماه لالیگا اسپانیا              | بازیکن ماه لالیگا اسپانیا                                                                   | نوامبر ۲۰۱۳، مه ۲۰۱۵ و مه ۲۰۱۷                                              | برنده                         | [ ۱۶۳ ] [ ۱۶۴ ] [ ۱۶۵ ]                                                                 |
| بازیکن ماه لالیگا اسپانیا              | بازیکن ماه لالیگا اسپانیا                                                                   | مارس ۲۰۱۸                                                                   | نامزدشده                      | [ نیازمند منبع ]                                                                        |
| جوایز فوتبالی فیس بوک                  | بهترین بازیکن سال لالیگا                                                                    | ۲۰۱۶                                                                        | برنده                         | [ ۱۶۶ ]                                                                                 |
| جوایز فوتبالی فیس بوک                  | بهترین مهاجم لالیگا                                                                         | ۲۰۱۶                                                                        | برنده                         | [ ۱۶۶ ]                                                                                 |
| مارکا                                  | جایزه آلفردو دی استفانو                                                                     | ۱۲–۲۰۱۱، ۱۳–۲۰۱۲، ۱۴–۲۰۱۳ و ۱۶–۲۰۱۵                                         | برنده                         | [ ۱۶۷ ] [ ۱۶۸ ] [ ۱۶۹ ]                                                                 |
| مارکا                                  | جایزه آلفردو دی استفانو                                                                     | ۱۱–۲۰۱۰ و ۱۵–۲۰۱۴                                                           | دوم                           |                                                                                         |
| مارکا                                  | جایزه آلفردو دی استفانو                                                                     | ۱۰–۲۰۰۹                                                                     | سوم                           |                                                                                         |
| آمریکای لاتین                          |                                                                                             |                                                                             |                               |                                                                                         |
| جایزه افه                              | بهترین بازیکن آمریکای لاتین در فوتبال اسپانیا                                               | ۲۰۱۲–۱۳                                                                     | برنده                         | [ ۱۷۰ ]                                                                                 |
| رئال مادرید                            |                                                                                             |                                                                             |                               |                                                                                         |
| گروه ماهو سان میگل                     | بازیکن پنج ستاره ماهو                                                                       | دسامبر ۲۰۱۷ و مارس ۲۰۱۸                                                     | برنده                         | [ ۱۷۱ ] [ ۱۷۲ ]                                                                         |
| سری آ ایتالیا                          |                                                                                             |                                                                             |                               |                                                                                         |
| جوایز سری آ                            | ارزشمندترین بازیکن                                                                          | ۱۹–۲۰۱۸                                                                     | برنده                         | [ ۱۷۳ ]                                                                                 |
| جوایز سری آ                            | بهترین مهاجم                                                                                | ۲۱–۲۰۲۰                                                                     | برنده                         | [ ۱۷۴ ]                                                                                 |
| گران گالا دل کالچو                     | بازیکن سال سری آ                                                                            | ۲۰۱۹ و ۲۰۲۰                                                                 | برنده                         | [ ۱۷۵ ] [ ۱۷۶ ]                                                                         |
| بازیکن ماه سری آ                       | بازیکن ماه سری آ                                                                            | ژانویه ۲۰۲۰ و نوامبر ۲۰۲۰                                                   | برنده                         | [ ۱۷۷ ] [ ۱۷۸ ]                                                                         |
| لگا سری آ                              | بهترین بازیکن سوپر جام ایتالیا                                                              | ۲۰۲۰                                                                        | برنده                         | [ ۱۷۹ ]                                                                                 |
| یوونتوس                                |                                                                                             |                                                                             |                               |                                                                                         |
| یوونتوس                                | ارزشمندترین بازیکن سال                                                                      | ۲۰–۲۰۱۹ و ۲۱–۲۰۲۰                                                           | برنده                         | [ ۱۸۰ ] [ ۱۸۱ ]                                                                         |
| یوونتوس                                | ارزشمندترین بازیکن ماه                                                                      | متعدد                                                                       | برنده                         | [ ۱۸۲ ] [ ۱۸۳ ] [ ۱۸۴ ] [ ۱۸۵ ] [ ۱۸۶ ] [ ۱۸۷ ] [ ۱۸۸ ] [ ۱۸۹ ] [ ۱۹۰ ] [ ۱۹۱ ] [ ۱۹۲ ] |
| لیگ حرفه‌ای عربستان سعودی               |                                                                                             |                                                                             |                               |                                                                                         |
| بازیکن ماه لیگ حرفه‌ای عربستان سعودی    | بازیکن ماه لیگ حرفه‌ای عربستان سعودی                                                         | فوریه، اوت، سپتامبر و دسامبر ۲۰۲۳ مارس و می ۲۰۲۴                            | برنده                         | [ ۱۹۳ ] [ ۱۹۴ ] [ ۱۹۵ ] [ ۱۹۶ ]                                                         |
| جوایز لیگ حرفه‌ای عربستان سعودی         | کفش طلا                                                                                     | ۲۴–۲۰۲۳، ۲۵–۲۰۲۴                                                            | برنده                         |                                                                                         |
| جوایز لیگ حرفه‌ای عربستان سعودی         | جایزه طلایی (به خاطر کسب سه مرتبه گل برتر هفته در طول فصل)                                  | ۲۴–۲۰۲۳                                                                     | برنده                         |                                                                                         |
| جوایز لیگ حرفه‌ای عربستان سعودی         | بازیکن فصل هوادارن                                                                          | ۲۵–۲۰۲۴                                                                     | برنده                         | [ ۱۹۷ ]                                                                                 |
| جوایز لیگ حرفه‌ای عربستان سعودی         | گل فصل هواداران                                                                             | ۲۵–۲۰۲۴                                                                     | برنده                         | [ ۱۹۸ ]                                                                                 |
| النصر عربستان                          |                                                                                             |                                                                             |                               |                                                                                         |
| مسابقات دوستانه                        |                                                                                             |                                                                             |                               |                                                                                         |
| جام بین‌المللی قهرمانان                 | بهترین بازیکن                                                                               | ۲۰۱۳                                                                        | برنده                         | [ ۱۹۹ ]                                                                                 |

## رکوردها
- گلزنی در ۲۲ فصل متوالی[۲۰۰]
- گلزنی در پنج دوره جام جهانی[۲۰۱]
- بیشترین گل با ضربه سر[۲۰۲]
- بیشترین گل با پای غیر تخصصی[۵]
- بیشترین گل در تاریخ فوتبال[۵]
- بیشترین گل در تاریخ لیگ قهرمانان اروپا[۵]
- بیشترین پاس گل در تاریخ لیگ قهرمانان اروپا[۵]
- بیشترین گل در تاریخ چهار لیگ معتبر اروپایی[۵]
- بیشترین گل در تاریخ یورو[۵]
- بیشترین آقای گلی لیگ قهرمانان اروپا[۵]
- بیشترین گل در رده ملی[۵]
- بیشترین گل در مقدماتی یورو[۵]
- بیشترین گل در مقدماتی جام جهانی[۵]
- بیشترین گل در جام باشگاه های جهان[۵]
- بیشترین بازی رسمی در تاریخ فوتبال[۵]
- بیشترین بازی در رده ملی[۵]
- بیشترین گل در یک فصل لیگ قهرمانان اروپا[۵]
- بیشترین گل زده از ضربه آزاد مستقیم در لیگ قهرمانان اروپا[۵]
- بیشترین دریبل موفق در جام جهانی ۲۰۰۶[۵]
- بیشترین دریبل موفق در یک بازی لیگ قهرمانان اروپا[۵]
- بیشترین دوئل موفق در فینال لیگ قهرمانان اروپا[۵]
- بیشترین عضو در تیم منتخب یورو[۵]
- تنها بازیکن تاریخ که چهار سال متوالی مثبت ۶۰ در سال میلادی ثبت کرده‌است[۵]
- بیشترین گل و پاس گل در مراحل حذفی لیگ قهرمانان اروپا[۵]
- بیشترین بازی پیروز شده در تاریخ فوتبال[۵]
- بهترین میانگین تاثیرگذاری برای یک باشگاه در قرن بیست و یکم[۵]
- تنها بازیکن تاریخ که در دو باشگاه مختلف به تمام افتخارات فردی و تیمی ممکن دست پیدا کرده‌است[۵]
- تنها بازیکن تاریخ که در سه باشگاه مختلف تمام افتخارات فردی و تیمی داخلی را کسب کرده‌است[۵]
- تنها بازیکن تاریخ که در چهار لیگ مختلف آقای گل شده‌است[۵]
- بهترین بازیکن جوان یورو ۲۰۰۴[۵]
- تنها بازیکن تاریخ که شش فصل متوالی آقای گلی لیگ قهرمانان اروپا را کسب کرده‌است[۵]
- تنها بازیکن تاریخ که در چهار لیگ مختلف عنوان بهترین بازیکن لیگ را کسب کرده‌است[۵]
- بیشترین گل در تاریخ رئال مادرید[۵]
- بیشترین گل در تاریخ پرتغال[۵]
- بیشترین پاس گل در تاریخ پرتغال[۵]
- بیشترین عنوان آقای گلی در یورو[۵]
- بیشترین تعداد توپ طلا برای یک بازیکن اروپایی[۵]
- بیشترین تعداد کفش طلا برای یک بازیکن اروپایی[۵]
- بیشترین عنوان یوفا[۵]
- اولین بازیکن قرن بیست و یکم که جایزه پوشکاش را کسب کرده‌است[۵]
- تنها بازیکن تاریخ که ۱۹ فصل متوالی جز ۲۰ بازیکن برتر جهان بوده‌است[۵]
- کسب بیشترین رای در توپ طلا در اختلاف با نفر دوم[۵]
- بیشترین گل پیروزی بخش در تاریخ[۵]
- بیشترین گل در رده باشگاهی [۵]
- بیشترین هتریک در قرن بیست و یکم[۵]
- بیشترین دبل در قرن بیست و یکم[۵]
- بیشترین پرفکت هتریک در قرن بیست و یکم[۵]
- بیشترین هتریک در لیگ قهرمانان اروپا[۵]
- بیشترین گل از ضربه آزاد مستقیم در رئال مادرید[۵]
- بیشترین گل در تاریخ رئال مادرید[۵]
- بیشترین هتریک در تاریخ رئال مادرید[۵]
- بیشترین تاثیرگذاری (‌‌گل و پاس‌ گل) در سطح ملی[۵]
- اولین بازیکن تاریخ فوتبال که به ۱,۰۰۰ بازی بدون شکست رسید[۵]
- بیشترین پاس کلیدی در تاریخ یورو[۵]
- بیشترین پاس گل در تاریخ یورو[۲۰۳]
- بیشترین گل و پاس گل پیروزی بخش در تاریخ فوتبال[۵]
- پاس گل در ۶ دوره یورو[۵]
- بیشترین خلق موقعیت در تاریخ یورو[۲۰۴]
- بیشترین پیروزی ملی در تاریخ فوتبال[۲۰۵][۲۰۶]
- بیشترین دنبال کننده در اینستاگرام به عنوان یک شخص
- بیشترین دنبال کننده در فیس‌بوک
- جذب بیشترین مشترک کانال یوتیوب در عرض ۲۴ ساعت
- اولین شخصی که به یک میلیارد دنبال کننده در شبکه‌های اجتماعی می‌رسد[۲۰۷]
- بیشترین جست‌و‌جو در مورد یک ورزشکار در تاریخ ۲۵ ساله نخست گوگل (بین سال‌های ۱۹۹۸ تا ۲۰۲۳)[۲۰۸]